# Anna Sahlene
Anna Cecilia Sahlin (Söderhamn, Suecia; 11 de mayo de 1976), conocida como Anna Sahlene o simplemente como Sahlene, es una cantante sueca. Participará en el festival Eesti Laul 2025 que selecciona al representante de Estonia en el Festival de la Canción de Eurovisión.

## Trayectoria
Su carrera comenzó a los once años, cuando tomó parte de la serie de televisión "The Children of Bullerbyn" basada en la historia de Astrid Lindgren. Siete años más tarde se muda a Estocolmo para empezar su carrera musical dentro del grupo Rhythm Avenue. En 1998 abandona la banda y se hace corista de artistas como Eric Gadd, Carola o Robyn. En 1999 forma parte del coro de la ganadora de Eurovisión Charlotte Nilsson. En el año 2000 Eurovisión se celebra en su país natal y es elegida para ser coro de Claudette Pace por Malta. Ese año Sahlene saca su primer sencillo, "The Little Voice" con el que obtiene un notable éxito en Escandinavia y que posteriormente sería versionado por Hilary Duff.

### Su fallido primer álbum
Sahlene iba a sacar su primer álbum y para este ya había grabado los videoclips de The Little Voice, Fifth Element, y Fishies. Sin embargo el disco nunca salió a la venta debido a la caída en bancarrota de Roadrunner Arcade Music y su posterior venta a EMG’s Music. 
Pero ese no fue el fin de Sahlene. La cantante estona Ines decidió a última hora que no quería cantar el tema Runaway en la preselección de su país para Eurovisión 2002, es entonces cuando se le ofrece a Sahlene la oportunidad de reemplazarla, propuesta que ella aceptó. Ganó el Eurolaul y así fue como una sueca se convirtió en representante de Estonia para Eurovisión en Tallin 2002, donde a pesar de su todavía escasa experiencia realizó un directo memorable que le valió el 3º puesto con 111 puntos.
Runaway fue un gran éxito en los países bálticos, escandinavos y llegó a oírse en lugares como Suiza o Francia. 
Su posterior reto fue el Melodifestivalen 2003, preselección sueca para el Festival de Eurovisión. Interpretó el tema "We're Unbreakable" y sorprendentemente sólo fue quinta, lo que la dejó fuera de la segunda ronda y sin posibilidades de llegar a la repesca o a la final. A pesar de ello "We're Unbreakable" fue un rotundo éxito en toda Escandinavia y otros países como Alemania, República Checa o Portugal.

### El álbum "It's Been A While"
Poco después, en el mes de abril sale a la luz su primer álbum titulado "It's Been A While", incluyendo sus primeros éxitos como The Little Voice o Fishies, los últimos como Runaway o We're Unbreakable y también el que sería un futuro éxito "No Ordinary Girl". 

### El álbum Photograph
"Photograph", el último trabajo de Sahlene salió a la venta el 16 de febrero de 2005. No tuvo tanta repercusión como el primero, pero también ha tenido bastante éxito, en especial la canción principal "Creeps" y el tema Pop-Soul que da nombre al disco "Photograph".
Embarazada de cinco meses vimos a Sahlene actuar de nuevo en el Melodifestivalen 2006 con la canción "This Woman" con la que, de nuevo, ocupó la quinta plaza en su semifinal.
El 31 de mayo de ese mismo año nace su primera hija, Lilly.
Actualmente está preparando su tercer disco, del que contendrá temas como "These tears" o "Butt Naked".
Anna Sahlene, volvió al Melodifestivalen en el año 2009, junto con la representante noruega en Eurovision 2008, Maria Haukaas Storeng donde cantaron Killing Me Tenderly.

## Discografía

### Álbumes
- The Little Voice (2000) -cancelado al quebrar la discográfica-.
- It's Been A While (2003)
- Photograph (2005)

### Singles
- The Little Voice (2000)
- House (2001)
- Fishies (2001)
- Runaway (2002)
- We're Unbreakable (2003)
- No Ordinary Girl (2003)
- Creeps (2005)
- You Can Shine (2005)
- Photograph (2005)
- This Woman (2006)